# ТЕС Thakurgaon
25°58′23″ пн. ш. 88°30′48″ сх. д. / 25.97306° пн. ш. 88.51333° сх. д.
ТЕС Thakurgaon – теплова електростанція, що споруджується на північному заході Бангладеш компанією EPV Thakurgaon (спільне підприємство Energypac Power Venture Limited та інвестиційного фонду EMA Power Investment, які мають 51% та 49% відповідно). 
В 21 столітті на тлі стрімко зростаючого попиту у Бангладеш почався розвиток генеруючих потужностей на основі двигунів внутрішнього згоряння, які могли бути швидко змонтовані. Зокрема, у районі Thakurgaon створюють електростанцію, яка матиме 6 генераторних установок MAN 18V48/60TS загальною потужністю 125 МВт (номінальна потужність станції рахується як 115 МВт). Ці установки мають вагу по 320 тон, що перевищувало можливості місцевої дорожньої мережі. Як наслідок, їх довелось розбирати та повторно збирати на майданчику ТЕС.  
Як паливо станція використовуватиме нафтопродукти.
Хоча очікувалось введення станції в експлуатацію в кінці 2020-го, проте станом на січень 2021-го вона ще знаходилась на етапі будівництва.